# Hana Hosnedlová
Hana Hosnedlová, rozená Topková (* 22. června 1947 České Budějovice), je česká novinářka, spisovatelka, trampka, která žije v Českých Budějovicích.
Je členkou Syndikátu novinářů ČR, Rady Obce spisovatelů ČR. Za svoje celoživotní dílo obdržela k významnému životnímu jubileu ocenění Číše Petra Voka.

## Život

### Období do roku 1989
Po vystudování gymnázia J. V. Jirsíka v Českých Budějovicích pracovala ve druhé polovině 60. let jako elévka a posléze redaktorka v novinách v Plzni, jinak žije v Českých Budějovicích. V roce 1968 se angažovala proti vstupu sovětských vojsk do Československa. V rámci normalizace nesměla vykonávat novinářskou ani jinou kulturní činnost. V té době vystřídala různá zaměstnání jako prodavačka, výkupčí lahví až po inspektorku ve státním podniku Klenoty. V té době psala především tzv. „do šuplíku“ a také prostřednictvím samizdatu, zejména po trampské linii.

### Období po roce 1990
V roce 1990 se vrátila k novinářské a spisovatelské práci. Připravovala a natáčela pořady o trampingu a jeho hudbě v rozhlase (Rádio 21) pod názvem Kotlík romantiky a později Studna romantiky. Dva roky redigovala celostátní měsíčník Portýr, 13 let vytvářela náplň dětského časopisu Robinson, spolupracovala s kanadským časopisem Nový domov. Nadále působí jako redaktorka v několika časopisech a novinách. Od roku 1990 pracovala jako redaktorka Škodováku, Železničáře a od roku 1993 do roku 2003 v deníku Jihočeské listy, kde pracuje stále externě. Rovněž se věnuje poezii, próze a další publicistické činnosti.  Více než 8 let připravovala a natáčela ranní fejetony v Českém rozhlase České Budějovice, kde také byly vysílány některé její povídky.
Hana Hosnedlová je členkou Syndikátu novinářů ČR, působí v Radě Syndikátu jihočeských novinářů. Rovněž je členkou Obce spisovatelů ČR, byla v Radě Obce spisovatelů Praha. Byla předsedkyní Jihočeského klubu Obce spisovatelů ČR, následně je jeho místopředsedyní.
Spolupracuje s různými kulturními organizacemi např. Hortensia, Avalon. Dále spolupracuje s kulturními a literárními organizacemi, provádí korektury knih. Pravidelně pořádá přednášky, besedy a literární akce v kulturních klubech a školách zejména po jižních Čechách a v Praze.
Tramping je od mládí nedílnou součástí života Hanky Hosnedlové. Kromě publikační činnosti se věnovala rovněž vydávání knih s trampskou tematikou. 
Pod hlavičkou jihočeské pobočky Obce spisovatelů ČR spoluzaložila v roce 2002 literární soutěž Jihočeský úsměv pro děti do 15 let, dále literární soutěž Jihočeská žabka pro mládež od 15 do 21 let. Rovněž v roce 2019 založila Cenu obce spisovatelů ČR za nejlepší autorský písničkový text pro festival Porta.

### Ocenění
V květnu 2017 obdržela od jihočeského klubu Obce spisovatelů ČR pod záštitou Jihočeského kraje literární cenu Číše Petra Voka za celoživotní literární a kulturní činnost.

### Osobní život
Hanka Hosnedlová žije v Českých Budějovicích, je vdaná, má dva syny a tři vnoučata a jednu pravnučku. Má ráda přírodu a volnost, je vášnivou trampkou. Ráda cestuje a poznává nové země.

## Dílo (výběr)

### Samizdat
- 1960 – Detektivka do vlaku ručně psaná
- 70. léta 20. století – Ohlédnutí přes rameno (poezie)
- 70. léta 20. století – Čaj z jehličí (poezie)
- 70. léta 20. století – Ztráta a naděje (poezie)
- 80. léta 20. století – Posbíráno na smetišti paměti (poezie)1989 – Duha za rohem (povídky)
- 90. léta 20. století – Úlety

### Samostatné publikace
- 2004 – New York
- 2004 – Saltem do života; ISBN 80-7268-299-7
- 2007 – Příběhy hospůdek okolo Vltavy: průvodce pro notorické vodáky ISBN 978-80-86975-16-0
- 2007 – Zemí javorového listu se zdviženým palcem
- 2008 – Příběhy hospůdek okolo Vltavy: literární průvodce pro notorické vodáky; ISBN 978-80-86975-25-2; druhé rozšířené vydání
- 2009 – S nadějí v kapse, aneb, Lásky proti srsti (povídky)
- 2009 – Pochybná diagnóza času (poezie)
- 2010 – Jak se kouše do Velkého jablka, aneb, New York ze všech stran. 2. vyd.
- 2012 – Do Svaté země bez bible (brož.)
- 2013 – To byli Minnesengři 1968–1990; ISBN 978-80-87435-49-6
- 2014 – Čas v ohlávce slov (brož.)
- 2017 – Rozmluva se stromy; ISBN 978-80-88113-82-9
- 2017 – Odpadoví skřítkové ISBN 978-80-86610-81-8